# مرتا تورن
مِرتا تورِن (سوئدی: Märta Torén، ۲۱ مهٔ ۱۹۲۵ – ۱۹ فوریهٔ ۱۹۵۷) هنرپیشه اهل سوئد بود. وی در دهه ۱۹۴۰ و ۱۹۵۰ میلادی فعالیت می‌کرد.
وی بازیگر فیلم‌هایی همچون قصبه (۱۹۴۸)، پوچینی (۱۹۵۳)، و سیاهرگ طلایی (۱۹۵۵) بوده است.
عکس او بر روی جلد ۱۳ ژوئن ۱۹۴۷ مجلهٔ لایف درج شد.
در ۱۷ فوریه ۱۹۵۷ او در تئاتر آل در استکهلم در یک نمایش صحنه ای حضور داشت. بعد از ظهر همان روز، او بیهوش شد و به بیمارستان منتقل شد. در ۱۹ فوریه ۱۹۵۷، تورِن بر اثر خونریزی مغزی در سن ۳۱ سالگی درگذشت.

## گزیدهٔ فیلم‌شناسی
- قصبه (۱۹۴۸)
- هنگ خودسر (۱۹۴۸)
- شمشیر در صحرا (۱۹۴۹)
- ورود غیرقانونی (۱۹۴۹)
- خیابان یک‌طرفه (۱۹۵۰)
- زیردریایی اسرارآمیز (۱۹۵۰)
- نفیِ بلد (۱۹۵۰)
- سیروکو (۱۹۵۱)
- مأموریت - پاریس! (۱۹۵۲)
- مردی که عبور قطارها را تماشا می‌کرد (۱۹۵۲)
- پوچینی (۱۹۵۳)
- مؤسسهٔ ریکوردی (۱۹۵۴)
- لا مادالنا (۱۹۵۴)
- سایه (۱۹۵۴)
- سیاهرگ طلایی (۱۹۵۵)

## درگذشت
در ۱۷ فوریه ۱۹۵۷، تورن در تئاتر آل در استکهلم در یک نمایش صحنه ای اجرا کرد. بعد از ظهر همان روز، او بیهوش شد و به بیمارستان منتقل شد. در ۱۹ فوریه در ۳۱ سالگی بر اثر خونریزی زیر عنکبوتیه درگذشت.